# Karabin ZH-29
ZH-29 – czechosłowacki karabin samopowtarzalny produkowany w okresie międzywojennym z przeznaczeniem na eksport. Jego głównym użytkownikiem były siły zbrojne Republiki Chińskiej.

## Historia
Karabin ZH-29 został skonstruowany przez Emmanuela Holka w latach 20 XX w. na zamówienie armii chińskiej. Karabin produkowano w wersji zasilanej nabojem 7,92 × 57 mm Mauser, jednak w latach 30 tworzono również prototypy na amunicję .276 (na potrzeby konkursu w USA na następcę karabinów Springfield M1903) oraz 7 mm Mauser i .30-06 Springfield. 
ZH-29 produkowany był w małych seriach od 1929 do 1938 r. Jego produkcję zakończono w związku z zajęciem Czechosłowacji przez III Rzeszę i jednoczesnym uznaniu przez Niemców konstrukcji za nieperspektywiczną (wysokie koszty i skomplikowana budowa).

## Opis techniczny

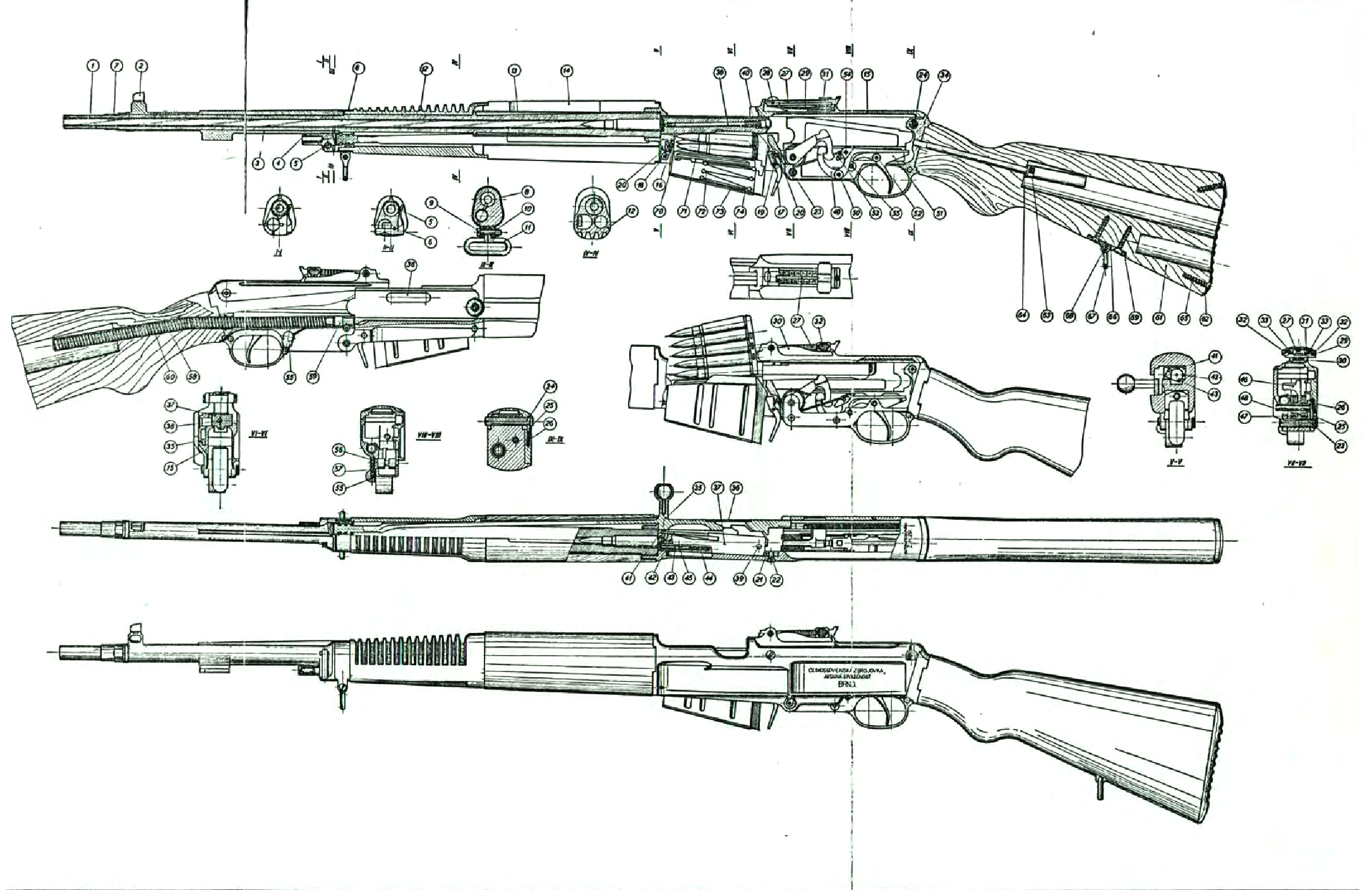
Przekrój karabinu ZH-29

ZH-29 był bronią samopowtarzalną. Automatyka broni działa na zasadzie odprowadzania gazów prochowych. Zamek ryglowany przez przekoszenie w lewo. Rękojeść przeładowania po prawej stronie broni. Mechanizm spustowy umożliwiał prowadzenie ognia pojedynczego. Skrzydełko bezpiecznika przed kabłąkiem spustu. Lufa gwintowana, otoczona aluminiową osłona polepszającą chłodzenie. Magazynki 5, 10 i 20 nabojowe, broń mogła być doładowywana z łódek. Po wystrzeleniu ostatniego naboju zamek zatrzymywał się w tylnym położeniu, a po załadowaniu broni zwalniany spustem (pierwsze naciśnięcie zwalniało zamek, drugie powodowało strzał). Kolba stała, drewniana. Przyrządy celownicze mechaniczne, składają się z muszki i celownika krzywiznowego (nastawy 300-1600 m).